# Бранко Пајевић
Бранко Пајевић (Београд 4. октобар 1923 — Београд 23. фебруар 1975) био је српски виолиниста и музички педагог.

## Биографија
Музичку академију завршио 1951. године. на Музичкој академији у Београду, у класи Лазара Марјановића. Усавршавао се у Женеви.
Од 1948. у Београду наставник Музичке школе Јосиф Маринковић (до 1951) и од 1953. доцент и затим професор на Музичкој академији; уз то 1952—1972 концертни мајстор Београдске филхармоније. Оснивач, диригент и солиста Камерног ансамбла Радио Београда (1955—1959) и 1971 оснивач и први виолиниста Српског гудачког квартета. Као солиста и камерни музичар развио је велику уметничку делатност, приредивши преко 500 концерата у земљи и иностранству. Темперамент, распеваност, пуноћа и сочност тона, спонтаност и техничка виртуозност овог уметника запажени су и од критичара иностраних земаља. Стекао велике заслуге за извођење дела југословенских, а посебно српских композитора. За своје високе уметничке домете добио је више награда и признања.
Сахрањен је у Алеји заслужних грађана на Новом гробљу у Београду.